# NKX3-2
NKX3-2 (англ. NK3 homeobox 2) – білок, який кодується однойменним геном, розташованим у людей на короткому плечі 4-ї хромосоми.  Довжина поліпептидного ланцюга білка становить 333 амінокислот, а молекулярна маса — 34 814.
| 10         |  | 20         |  | 30         |  | 40         |  | 50         |
| ---------- |  | ---------- |  | ---------- |  | ---------- |  | ---------- |
| MAVRGANTLT |  | SFSIQAILNK |  | KEERGGLAAP |  | EGRPAPGGTA |  | ASVAAAPAVC |
| CWRLFGERDA |  | GALGGAEDSL |  | LASPAGTRTA |  | AGRTAESPEG |  | WDSDSALSEE |
| NESRRRCADA |  | RGASGAGLAG |  | GSLSLGQPVC |  | ELAASKDLEE |  | EAAGRSDSEM |
| SASVSGDRSP |  | RTEDDGVGPR |  | GAHVSALCSG |  | AGGGGGSGPA |  | GVAEEEEEPA |
| APKPRKKRSR |  | AAFSHAQVFE |  | LERRFNHQRY |  | LSGPERADLA |  | ASLKLTETQV |
| KIWFQNRRYK |  | TKRRQMAADL |  | LASAPAAKKV |  | AVKVLVRDDQ |  | RQYLPGEVLR |
| PPSLLPLQPS |  | YYYPYYCLPG |  | WALSTCAAAA |  | GTQ        |  |            |

A: Аланін

C: Цистеїн

D: Аспарагінова кислота

E: Глутамінова кислота

F: Фенілаланін

G: Гліцин

H: Гістидин

I: Ізолейцин

K: Лізин

L: Лейцин

M: Метіонін

N: Аспарагін

P: Пролін

Q: Глутамін

R: Аргінін

S: Серин

T: Треонін

V: Валін

W: Триптофан

Кодований геном білок за функцією належить до репресорів. 
Задіяний у таких біологічних процесах як транскрипція, регуляція транскрипції. 
Білок має сайт для зв'язування з ДНК. 
Локалізований у ядрі.